# Vegane Gesellschaft Schweiz
Die Vegane Gesellschaft Schweiz war ein gemeinnütziger Verein, der sich in der Schweiz für die Förderung der Veganen Lebensweise einsetzte. Der Verein hat sich im Mai 2025 durch eine Entscheidung auf einer Mitgliederversammlung aufgelöst. Grund für die Auflösung waren primär finanzielle Probleme.

## Geschichte
Im Jahr 1997 übernahm Raphael Neuburger, Gründungsmitglied und später Präsident der Veganen Gesellschaft Schweiz, die Domain «vegan.ch». 2011 gründete Neuburger zusammen mit fünf anderen den Verein «Vegane Gesellschaft Schweiz». Der Fokus des Vereins lag in den ersten Jahren vor allem darauf, die Argumente für eine vegane Lebensweise bekannt zu machen. Dabei wurde die Webseite vegan.ch sowie gedruckte Flyer und die Teilnahme an unterschiedlichen Veranstaltungen zu den wichtigsten Mitteln. 2012 hatte der Verein bereits 250 Mitglieder.
2016 beschäftigte der Verein zwei Vollzeitangestellte sowie eine Geschäftsleitung, um so die vegane Lebensweise weiter zu fördern. Digitale Medien wie Social Media, Newsletter und die Webseite wurden immer wichtiger und die Kanäle deshalb weiter ausgebaut und professionell betreut.
Der Verein zählte Stand 2019 über 1000 Mitglieder, acht Angestellte, sieben ehrenamtliche Vorstandsmitglieder und unzählige freiwillige Helfer. Mit rund 25'000 Followern über die sozialen Medien bezeichnete sich die Vegane Gesellschaft Schweiz selbst als die relevanteste Plattform für den veganen Lebensstil in der Zielgruppe der 20- bis 39-jährigen Menschen.
Am 15. Mai 2025 wurde durch eine ausserordentliche Mitgliederversammlung die Auflösung beschlossen. Der Vorschlag zur Auflösung kam aus der Vereinsführung und wurde hauptsächlich durch eine finanzielle Misslage begründet. Der Mitgründer Raphael Neuburger nannte eine grosse Abhängigkeit von Grossspenden als zentrales Problem, eine Verringerung der Ausgaben zu Kosten der ausgeführten Aktivitäten wurde ausgeschlossen. Im Jahr 2024 hatte der Verein rund 170 000 CHF an Verlusten zu verzeichnen, im Jahr 2023 lagen die Verluste bei rund 65 000 CHF.

## Ziele
Die Vegane Gesellschaft Schweiz setzte sich für eine respektvolle Beziehung zu Tieren und Menschen ein sowie für einen nachhaltigen Umgang mit Ressourcen. Ihr Ziel war es, Tierleid zu reduzieren. Den wirkungsvollsten Ansatz sah die Organisation in der Förderung eines veganen Lebensstils. Die Vegane Gesellschaft Schweiz bot Interessierten umfassende evidenzbasierte Informationen dazu sowie praktische Tipps für den Alltag auf allen Kanälen. Ausserdem wurde ein Stammtisch in Zürich organisiert. Zwischen 2015 und 2019 organisierte eine Eventagentur mit Unterstützung der Veganen Gesellschaft die veganen Lifestylemesse Vegana. Die Vegane Gesellschaft Schweiz war zudem eine Partnerorganisation des Aktionsmonats Veganuary.